# Кілдер-Вотер
Кілдер-Вотер (англ. Kielder Water) — велике водосховище в Нортумберленді в Північно-Східній Англії. Це найбільше штучне озеро у Сполученому Королівстві за об'ємом води. Воно оточене лісом Кілдер, одним із найбільших штучних лісів у Європі. Проєкт був спланований наприкінці 1960-х років, щоб задовольнити очікуване зростання попиту на воду для підтримки бурхливого зростання промисловості Великої Британії.
Кілдер-Вотер належить компанії «Northumbrian Water» і вміщує 200 мільярдів літрів (44 мільярди галонів, або 0,2 кубічних км), що робить його найбільшим штучним водосховищем у Великій Британії за ємкістю (водосховище Ратленд-Вотер є найбільшим за площею поверхні).
Максимальна глибина водосховища — 52 метри (170 футів), довжина берегової лінії — 44,3 км (27,5 миль).

## Будівництво

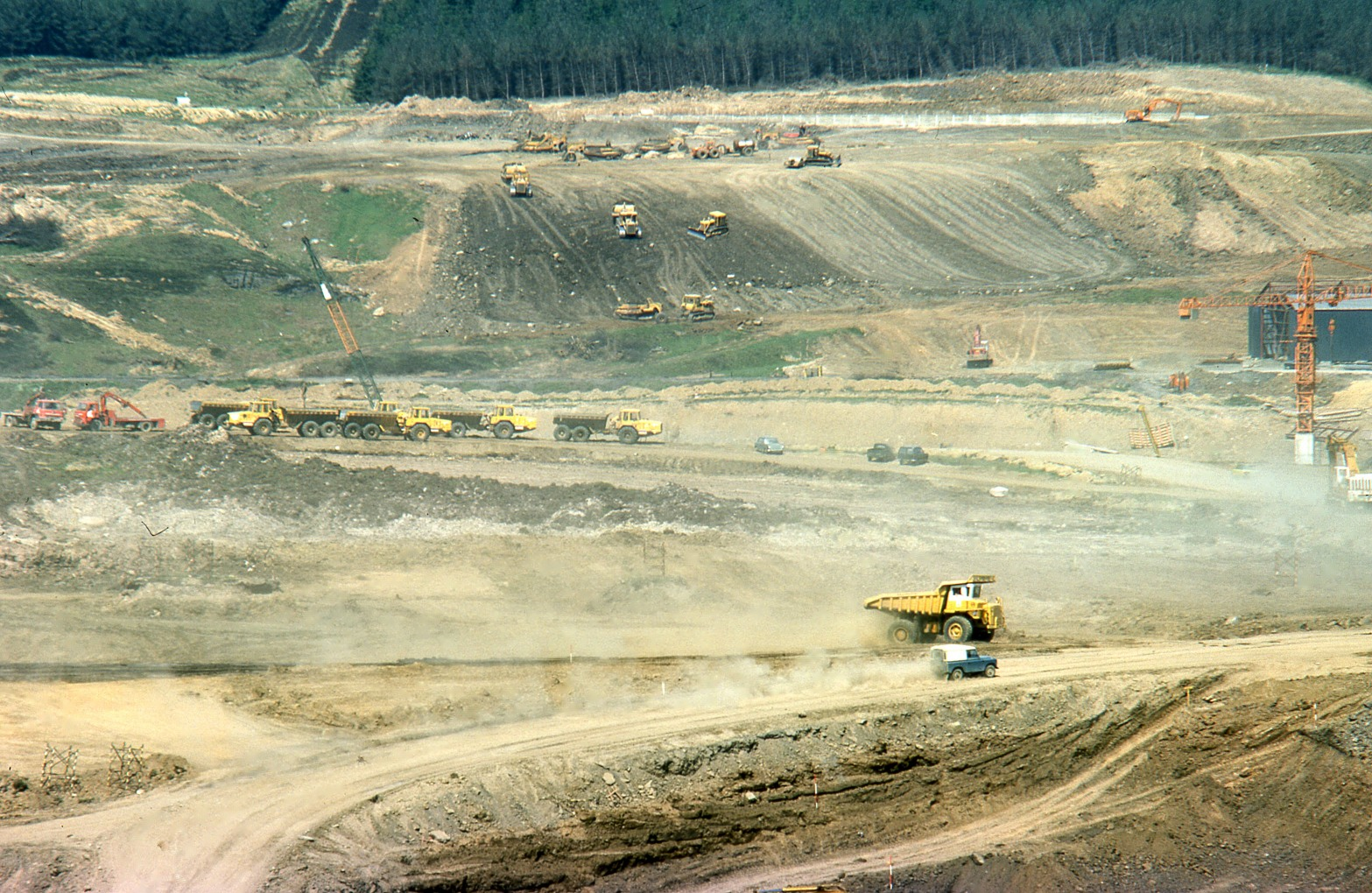
Будівництво водосховища (липень 1972)

Після того, як у 1974 році проєкт був схвалений парламентом, у 1975 році почалися роботи з будівництва водосховища та дамби в селищі Ярроу в долині Кілдер. Водосховище й дамба були спроєктовані для «Northumbrian Water» із залученням спеціалістів інженерно-будівельної фірми «Батбі, Шоу і Мортон» (англ. «Babtie, Shaw and Morton»). Архітектурна фірма «Фредерік Гібберд і партнери» (англ. «Frederick Gibberd & Partners») відповідала за архітектурні аспекти. Земляні роботи та будівництво інфраструктури велося спільно з компаніями AMEC та «Balfour Beatty».
Будівництво водосховища призвело до втрати численних ферм і школи. До забудови в районі проживало близько 95 осіб. Також була демонтована лінія Залізниці прикордонних графств.
Роботи були завершені в 1981 році. Наступного року королева Єлизавета II офіційно відкрила об'єкт. Долина заповнилася водою за два роки.

## Гідроелектростанція
На Кілдер-Вотер також розташована найбільша в Англії гідроелектростанція, відкрита королевою Єлизаветою II 26 травня 1982 року. Вона теж належить компанії «Northumbrian Water». У грудні 2005 року компанія «RWE Npower Renewables» купила права на експлуатацію електростанції та продаж виробленої нею електроенергії з контрактом до 2025 року. Після підписання угоди турбіни були відремонтовані в 2005—2006 роках, що підвищило ефективність виробництва електроенергії. Також були оновлені засоби управління, після чого з'явилась можливість керувати виробництвом із Долгаррога в Уельсі.
Електростанція виробляє електроенергію за допомогою подвійних турбін потужністю 6 мегават. У середньому виробляти 20 000 МВт-год електроенергії на рік.

## Галерея

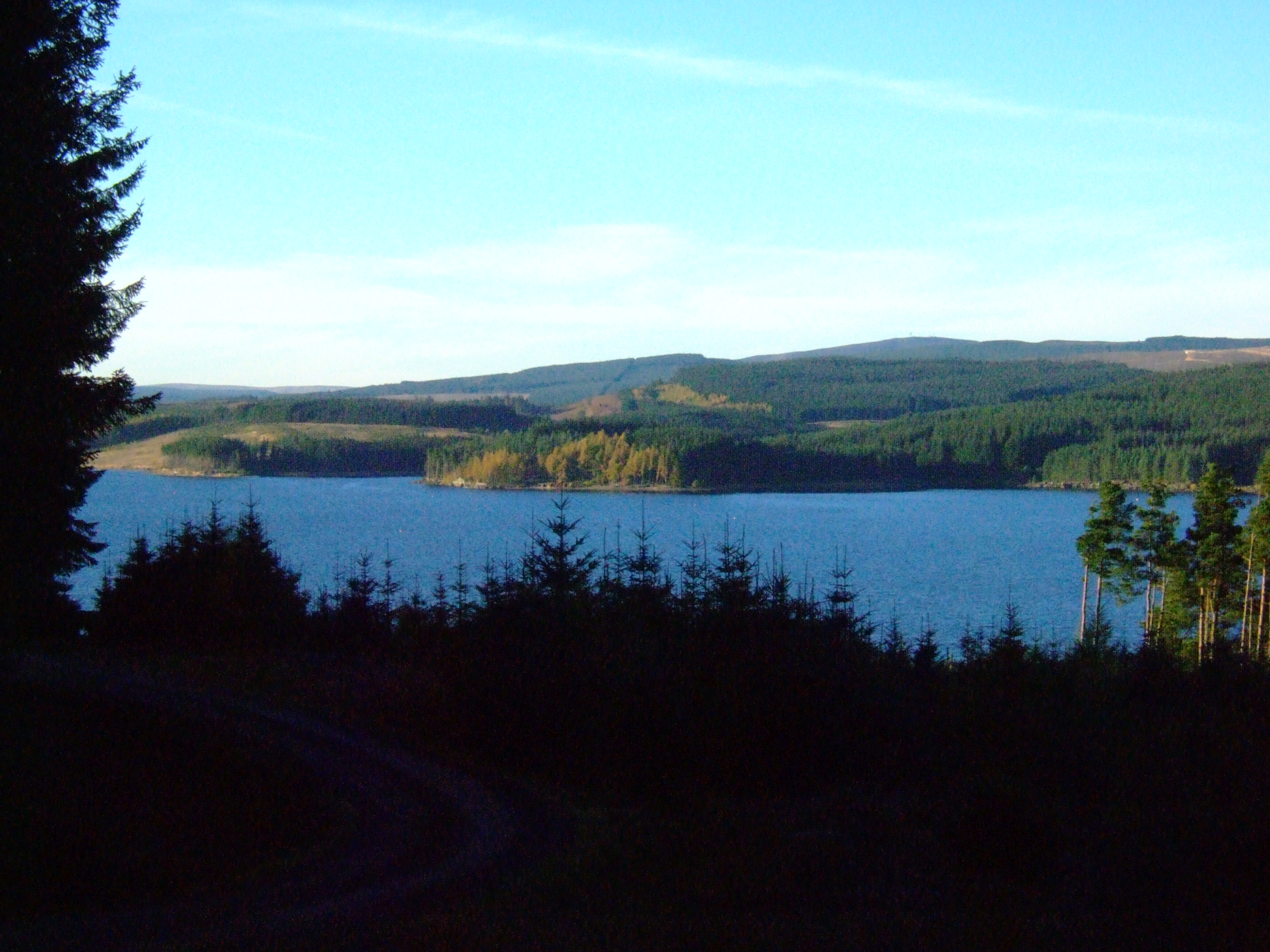
Ліс і водосховище (листопад 2006)
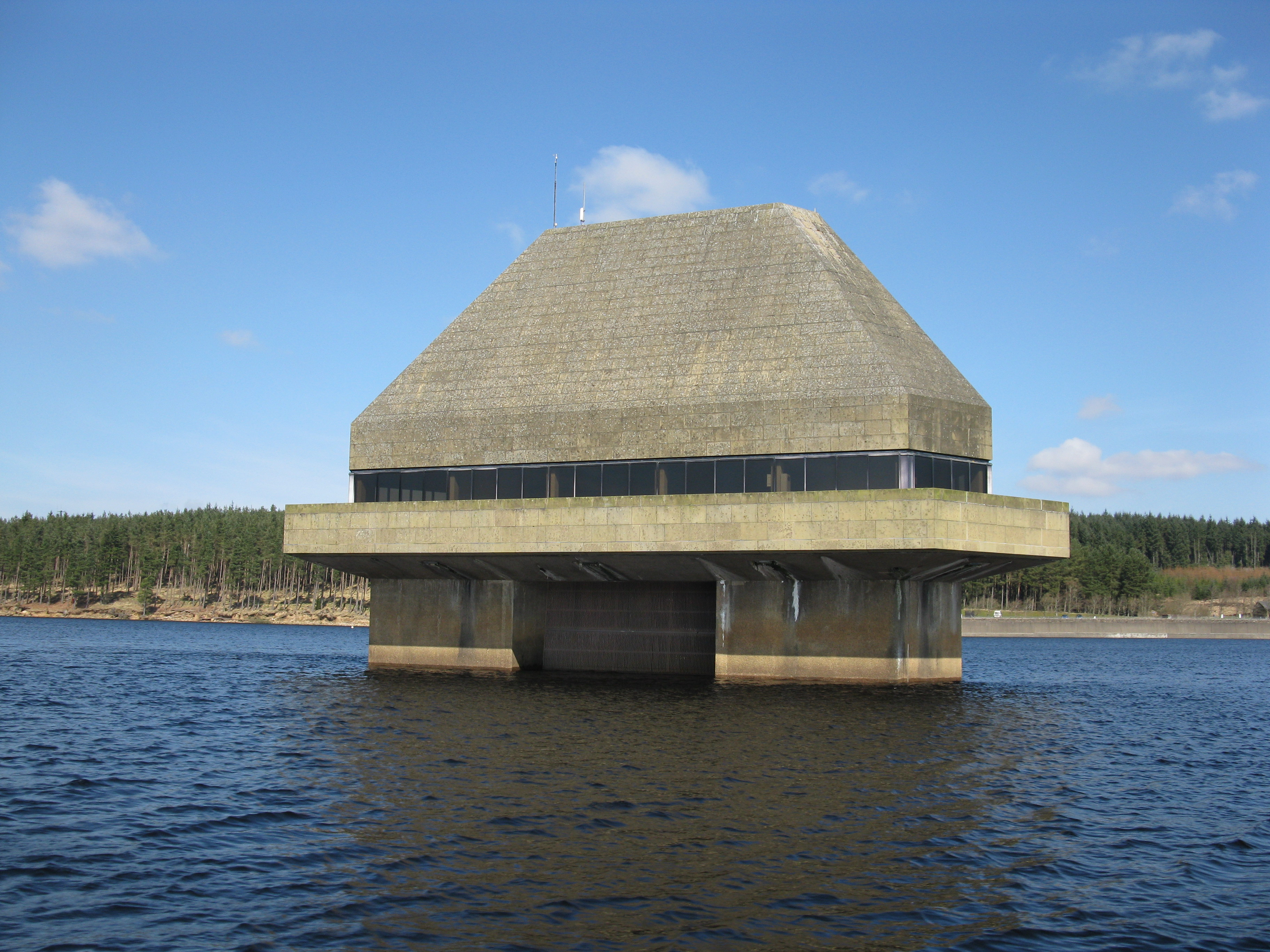
Башта водоскиду (квітень 2010)
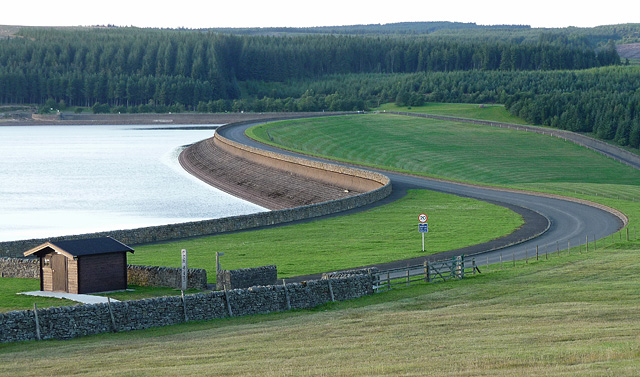
Дамба (серпень 2010)